# Бора Баса (Форли-Чезена)
Бора Баса (итал. Bora Bassa) је насеље у Италији у округу Форли-Чезена, региону Емилија-Ромања.
Према процени из 2011. у насељу је живело 1115 становника. Насеље се налази на надморској висини од 96 м.